# Soiuz TMA-2
Soiuz TMA-2 (en rus: Союз ТМА-2, Unió TMA-1) va ser una missió del programa Soiuz a l'estació espacial internacional (ISS). El seu llançament es va portar a terme el 26 d'abril de 2003 a bord d'un coet Soiuz-FG des del cosmòdrom de Baikonur, Kazakhstan.

## Tripulació
| Posició         | Al enlairar-se    | Al aterrar        |
| --------------- | ----------------- | ----------------- |
| Comandant       | Iuri Malentxenko, | Iuri Malentxenko, |
| Enginyer de vol | Ed Lu,            | Ed Lu,            |
| Enginyer de vol |                   | Pedro Duque,      |

### Tripulació de reserva
| Posició         | Reserva            |
| --------------- | ------------------ |
| Comandant       | Aleksander Kaleri, |
| Enginyer de vol | Michael Foale,     |